# Inside Job
Inside Job ist ein Dokumentarfilm von Charles H. Ferguson über die weltweite Finanzkrise ab 2007. Der Film wurde von Sony produziert und im Mai 2010 bei den Filmfestspielen in Cannes gezeigt. Er erhielt 2011 den Oscar für den besten Dokumentarfilm.

## Inhalt
Der Film beginnt mit seiner Darstellung in Island, dessen Wirtschaft von der Krise besonders schwer getroffen worden war. Malerische Landschaftsaufnahmen, kurze Ausschnitte aus Fernsehsendungen und ausführliche Interviews wechseln einander ab. Ein Sprecher (Matt Damon), der selbst nicht im Bild erscheint, verbindet all dies miteinander, indem er die Ereignisse nacherzählt.
Die Herangehensweise des Films wird bereits durch seinen Titel vorbereitet: Inside job ist im Englischen eine informelle Bezeichnung für eine Straftat zum Nachteil eines Unternehmens, die durch einen eigenen Mitarbeiter verübt wird, also eine Straftat durch einen Insider. Der Dokumentarfilmer befragt daher Banker, Politiker und Wirtschaftsprofessoren nach den Ursachen der Finanzkrise und kommt zu dem Fazit, dass der Grund für die Krise in der Liberalisierung der Finanzmärkte liege. Die Entwicklung des Subprime-Marktes und die Vorgeschichte der Krise, ihr Verlauf, ihre internationalen Auswirkungen am Beispiel Chinas, die Reaktionen hierauf und die Nachgeschichte werden von den Beteiligten in den Interviews beschrieben und kommentiert. Dabei liegt ein Schwerpunkt auf der Darstellung der Korruption in der amerikanischen Justiz und in der Wissenschaft. Der Grund hierfür liege in der personellen Verflechtung von Banken, Investmentbanken, Ratingagenturen, Versicherungen, Industrie, Politik und der Wirtschaftswissenschaft an den großen Universitäten in den Vereinigten Staaten. Einige zentrale Akteure der Krise, die sich einst in Gutachten für die Deregulierung der Finanzmärkte eingesetzt hatten, haben selbst als Mitarbeiter in Unternehmen von der Entwicklung in erheblichem Umfang profitiert und haben sie in der amerikanischen Politik, insbesondere in der Regierung von George W. Bush, unterstützt.
Abschließend zeigt Ferguson auf, dass unter Präsident Barack Obama, der in Abkehr von der Regierung Bush gewählt worden war, teilweise wiederum die gleichen Personen für die Kontrolle der Finanzmärkte zuständig sind, die seinen Recherchen nach die Krise mit ausgelöst hatten. Während also an der Spitze der Politik ein Wechsel stattgefunden hatte, herrschte ansonsten Kontinuität: „Es ist eine Wall-Street-Regierung“ („It's a Wall Street government“) sagt der amerikanische Bürgerrechtler Robert Gnaizda gegen Ende des Films. Der damalige Direktor des Internationalen Währungsfonds Dominique Strauss-Kahn sagte im Film: „Die Finanzbranche hatte 2008 Angst bekommen. Jetzt will sie zu ihren alten Spielregeln zurück“.
Ferguson weist darauf hin, dass die Vereinigten Staaten das Land mit der größten Spreizung bei Einkommen und Vermögen in der westlichen Wirtschaft seien und dass sich diese Schieflage im Zuge der Finanzkrise weiter verschärft habe. In seiner Rede zur Entgegennahme des Oscars wies Ferguson als erstes darauf hin, dass keiner der Schuldigen wegen der Verursachung der Finanzkrise verurteilt worden seien. Dies sei ein Fehler.

## Auszeichnungen
Inside Job wurde 2011 mit dem Oscar für den besten Dokumentarfilm ausgezeichnet. Außerdem erhielt er im selben Jahr die entsprechenden Preise der Writers Guild of America Awards und 2010 der Directors Guild of America Awards. Der Film war nominiert für die Chicago Film Critics Association Awards, die Gotham Independent Film Awards, die Las Vegas Film Critics Society Awards und für die Phoenix Film Critics Society Awards.
Bei den Internationalen Filmfestspielen von Cannes 2010 wurde Inside Job vorgestellt.

## Kritiken
Thomas Assheuer verweist in seiner Kritik in der Zeit vor allem darauf, dass die Finanzindustrie „so viel Geld wie nie zuvor in die PR-Arbeit“ investiere. Auf jeden Kongressabgeordneten kämen nun fünf Lobbyisten, und er endet mit einer bitteren Referenz an den Wahlslogan Barack Obamas: Yes, we can.
Die Zeitschrift New York kritisiert den Film als „aggressiv (und, ja, auch voreingenommen)“ und interpretiert den Umstand, dass der Hollywoodstar Matt Damon als Sprecher fungiert, als Abkehr der Filmindustrie von Obama.
Demgegenüber betont Angelika Slavik in ihrem Bericht von der Oscar-Verleihung in der Süddeutschen Zeitung, Fergusons Kritik an der mangelhaften juristischen Aufarbeitung der Ereignisse habe „nur verhaltenen Applaus“ erhalten. „Die Filmszene, so hieß es, wolle es sich ja nicht mit ihren Geldgebern verderben.“
Film-Kritikerin Christine Aschenbrecher von Media Movies findet, dass „der Film nicht nur dem Zuschauer die Machenschaften der Banksters zeige“, sondern auch „Wall-Street-Größen wie Lloyd C. Blankfein und Richard S. Fuld, Jr imponieren“ solle.

## Sonstiges
Das Lied Big Time von Peter Gabriel befindet sich auf dem Soundtrack des Films.